# Принцеса-лебідь 2: Таємниця замку
Принцеса-лебідь 2: Таємниця замку — мультфільм 1997 року.

## Сюжет
Принц Дерек і принцеса Одет щасливо живуть в замку на Лебединому озері, а разом з ними їхні старі друзі: черепашка, жабеня і пташка. Але от у королівстві з'являється підступний лиходій, який усіма силами прагне дістати магічну кулю, заховану в надрах Замку. Він заманює Дерека в пастку, і Одет, щоб врятувати свого коханого, знову перетворюється на лебедя. Чи вдасться героям протистояти силам зла?

## Українське закадрове озвучення
Українською мовою фільм озвучено телекомпанією «Новий канал» у 2011 році. Ролі озвучували: Роман Чупіс та Катерина Буцька.